# 春山城
春山城（はるやまじょう）は、信濃国高井郡（現長野県長野市若穂）にあった日本の城（山城）。

## 概要
1に春山、2に尼飾（雨巌ー尼飾城）、3に鞍骨（鞍骨城）と数えられた堅固な要塞であったとされる。
正平24年・応安2年（1369年）この城の守備をする上遠野左近蔵人は、守護の入国を阻もうとする村上氏らの国人衆に2ヶ月近い長期にわたる攻撃を受けていた。このため関東管領を兼ねる信濃守護の上杉朝房は守護代の藤井下野入道の守備する善光寺（横山城）を目指して関東から出陣した。そしてこの城から氷鉋（長野市川中島）、平柴（長野市安茂里平芝）へと陣を移して転戦した。途中の栗田城でも西木戸口での攻防戦を制しつつ善光寺に至っている。この間に善光寺を焼失したとされているので、この戦火に巻き込まれたものと考えられている。
また、戦国時代には井上氏の城であった。川中島を巡って戦いを繰り広げた武田氏と上杉氏との間で井上氏も一族で武田方に綿内井上氏、上杉方に井上本家がとそれぞれに別れたが、春山城も武田方と上杉方の間での戦いの舞台となった。
弘治2年（1556年）綿内要害と呼ばれていたこの城を武田方が守備していた。しかし上杉方の高梨政頼の家臣である今清水太郎次郎らによって攻撃されて落城した。この際の武田方の守備城将が誰であったかは富永氏、綿内満行、小坂義遠らの名が挙がってはいるものの特定されていない。